# Жан Овідій Декролі
Жан Овідій Декролі (23 липня 1871 — 12 вересня 1932) — бельгійський педагог, психолог та лікар, один з найпомітніших представників медико-антропологічної течії реформаторської педагогіки, відомої під назвою «Нове виховання».

## Життєпис
Народився 23 липня 1871 року в місті Рене в Бельгії. У 1901 році він закінчив медичний факультет Гентського університету, займався медичною дослідницькою роботою в Берліні та Парижі. Переїхав до Брюсселя, де працював асистентом у клініці. У 1912 році Жан Декролі керував курсами підвищення кваліфікації вчителів. Після цього відкрив «Інститут для розумово відсталих дітей». У 1907 році створив для здорових дітей «Школу життя через життя».
У 1913 році був обраний професором Вищої педагогічної школи, а ще через сім років — професором Брюссельського університету, в якому читав лекції з гігієни та дитячої психології

## Педагогічні ідеї
Жан Декролі писав: «Я маю на меті створити зв'язок між науками, змусити їх зійтися в одному центрі. Цей центр — дитина, до якої все сходиться та від якої все розходиться».
Він розробив педагогічну технологію гуманізації навчання і виховання, методологічно зблизивши педагогіку з медициною. Так було сформовано засади медичної педагогіки та рефлексології.
Декролі писав, що педагогічна діяльність повинна сприяти усвідомленню дитиною власного «Я», пізнання середовища проживання, де їй належить здійснити свої ідеали, цілі й бажання.
Жан Декролі вважав, що школа повинна бути поза політикою і надкласовою. Основна мета виховання — до життя, для життя, через життя. Декролі писав: «Виховання має бути розумовим, моральним і фізичним, але, крім того, воно має бути пристосоване до схильностей кожної дитини, повинна також сприяти пристосуванню до зрілого життя». Центр педагогічного процесу — дитина, її внутрішній світ, потреби, інтереси й здібності. Дитині важливіше всього знати самого себе, як у неї все влаштовано, як працюють його органи, яке їх призначення. Чому вона відчуває голод, спрагу, холод, сонливість, чому вона боїться або сердиться, які в неї недоліки та якості. Тому важливий принцип — концентрація програми школи на коло центрів інтересів: «Дитина та її організм», «Дитина і Всесвіт» тощо. Педагог відіграє роль помічника і консультанта. О. І. Піскунов пише: «Основою навчання і виховання у О. Декролі стали навчальні комплекси, названі ним „центрами інтересів“, сутність яких полягала в організації роботи дітей навколо таких тем, які більше відповідають дитячим інтересам і потребам. Конкретно це виражалося в тому, що на заняттях діти спостерігали, читали, писали, малювали, ліпили і лише, те, що було пов'язано з заданою ними темою». Ж. О. Декролі створив систему дидактичних ігор, що забезпечують сенсорний розвиток дітей. Гра, за Ж. О. Декролі, — радісна творча діяльність. Для розвитку мислення запропонував систему класифікації та колекціонування.
Він виступав проти: формалізму в навчанні і вихованні; відірваності школи від життя; зубріння; ігнорування інтересів дітей.
Жан Декролі зображений на бельгійській поштовій марці 1981 року.

## Праці
- «Психологія малювання»
- «Кілька міркувань про психологію та гігієну читання»
- «Школа і виховання»